# Jaishankar Menon
Jaishankar Moothedath Menon (* 9. August 1956 in Kerala) ist ein indischer Informatiker, der bei IBM die RAID-Technologie für Datenspeicherung insbesondere in Backup-Systemen entwickelte.
Menon studierte am Indian Institute of Technology in Madras Elektrotechnik mit dem Bachelor-Abschluss 1977 und wurde an der Ohio State University promoviert. Er ist seit 1982 bei IBM in San José, wo er die RAID-Technologie entwickelte.
Er ist seit 2001 IBM Fellow und Fellow des IEEE, dessen W. Wallace McDowell Award er 2002 erhielt. 2006 erhielt er den IEEE Reynold B. Johnson Information Storage Systems Award. Außerdem erhielt er den Titel IBM Master Inventor und ist Mitglied der IBM Academy of Technology.